# トリチェリーの原理

Torricelliの法則は、空気の抵抗、粘度、または流体の流れに対するその他の障害がないと仮定して、ジェットが開始する表面の下の距離に基づいて、水のジェットの分離速度を表す。この図は、貯水池を水平に残して垂直に整列したジェットを示している。 この場合、ジェットはエンベロープを描く （これもTorricelliによる概念）。 エンベロープはジェットの上で水面から45°で下降する線。 エンベロープは、ジェットの発生源の深さの2倍。 2つのジェットが交差する深さは、ソースの深さの合計。 すべてのジェットは（水平に離れていなくても） 放物線状の経路をたどり、その放物線は水面になる。

トリチェリーの原理（トリチェリーのげんり、英: Torricelli's law、Torricelli's theorem）は、1643年にイタリアのトリチェリーが発見した原理である。 
この原理は、片方の口を閉じた長さ1メートル程度のガラス管に水銀をいっぱいに入れ、逆さにして口の部分を下にして水銀槽の中に入れると、水銀槽の表面から高さ約76センチメートルまで下がって静止するというもの。
これは気圧が長さ76センチメートルの重さに相当していることを示し、水銀気圧計の原理となっている。
ガラス管内の水銀面が下がったとき、管内の水銀面より上の部分は真空となる（トリチェリの真空）。
深さhまで満たされたタンクの底にある鋭いエッジの穴を通る流体の流出の速度vは、物体（この場合は、水滴）が取得する速度と同じである。高さhから自由に落下する、すなわち 
{\displaystyle v={\sqrt {2gh}}}
ここで、 gは重力による加速度（9.81  地球の表面近くのm / s 2 ）。 この表現は、得られた運動エネルギーを同等化することから得られる。 
{\displaystyle {\frac {1}{2}}mv^{2}} 、 
失われるポテンシャルエネルギーmgh 、およびvの解。  
この法律は、1643年にイタリアの科学者エヴァンジェリスタ・トリチェリによって（この形式ではないが）発見された。 それは後にベルヌーイの原理の特定のケースであることが示された。 

## 概要
無視できる粘度の 非圧縮性流体の仮定の下で、 ベルヌーイの原理は、 
{\displaystyle {\frac {v^{2}}{2}}+gy+{\frac {p}{\rho }}={\text{constant}},}
{\displaystyle v}：流体速度、{\displaystyle g}：重力による加速度（約9.81  地球表面上のm / s 2 ）、 {\displaystyle y}：基準点からの高さ。 {\displaystyle p}：圧力、 {\displaystyle \rho }：密度。 したがって、液体の任意の2点について、 
{\displaystyle {\frac {{v_{1}}^{2}}{2}}+g_{1}y_{1}+{\frac {p_{1}}{\rho _{1}}}={\frac {{v_{2}}^{2}}{2}}+g_{2}y_{2}+{\frac {p_{2}}{\rho _{2}}}.}
最初の点は液体の表面で取ることができ、2番目の点は開口部のすぐ外側で取ることができます。 液体は非圧縮性であると想定されているため、 {\displaystyle \rho _{1}}＝{\displaystyle \rho _{2}} ;両方とも1つの記号で表すことができる 。 さらに、開口部がコンテナの水平断面に対して非常に小さい場合、表面の速度は無視できると仮定される（ {\displaystyle v_{1}=0} ）。 {\displaystyle g}は両方の点で実質的に同じであると想定されているため、 {\displaystyle g_{1}=g_{2}=g} 。したがって、 
{\displaystyle gy_{1}+{\frac {p_{1}}{\rho }}={\frac {{v_{2}}^{2}}{2}}+gy_{2}+{\frac {p_{2}}{\rho }}}
{\displaystyle \Rightarrow v_{2}={\sqrt {2g(y_{1}-y_{2})+2(p_{1}-p_{2})/\rho }}.}
{\displaystyle y_{1}-y_{2}}高さに等しい{\displaystyle h}開口部上の液体の表面の。 {\displaystyle p_{1}}そして{\displaystyle p_{2}}通常はどちらも大気圧なので、 {\displaystyle p_{1}=p_{2}\Rightarrow p_{1}-p_{2}=0} 。 
したがって、 
{\displaystyle v_{2}={\sqrt {2gh}}.}